# Полето (община Царево село)
 Тази статия е за селото в Северна Македония.  За селото в България вижте Полето.  
Полето (на македонска литературна норма: Полето) е село в община Царево село на Северна Македония.

## География
Селото се намира в областта Осоговия в южното подножие на планината Осогово до границата с Република България.

## История
Според преброяването от 2002 година селото има 194 жители.
| Националност     | Всичко |
| северномакедонци | 186    |
| албанци          | 0      |
| турци            | 0      |
| роми             | 8      |
| власи            | 0      |
| сърби            | 0      |
| бошняци          | 0      |
| други            | 0      |